# Walter Rauschenbusch
Walter Rauschenbusch (Rochester (Nueva York); 4 de octubre de 1861-25 de julio de 1918) fue un pastor bautista y escritor estadounidense, líder principal del evangelio social.

## Biografía
Rauschenbusch nació en Rochester (Nueva York) el 4 de octubre de 1861. Después de la secundaria, fue a estudiar a un gimnasio (equivalente a una escuela preparatoria) en Gütersloh en Alemania. A partir de entonces, regresó a los Estados Unidos y estudió en la Universidad de Rochester donde obtuvo una Licenciatura en Artes en 1884. Luego, estudió teología en el Seminario Teológico de Rochester de la Iglesias Bautistas Americanas EE. UU. y obtuvo una Licenciatura en Teología en 1886.

### Ministerio
Rauschenbusch comenzó su actividad pastoral en la Segunda Iglesia Bautista Alemana de Nueva York, en el distrito de "Hell's Kitchen" el 1 de junio de 1886. La pobreza urbana y el funeral para niños lo llevaron al activismo social.
Según él, los cristianos necesitaban hacer reformas sociales mientras esperaban el regreso de Cristo, por las injusticias. No creía que la perfección fuera alcanzable en el mundo actual, pero la veía como una meta válida. Para él, la Iglesia tenía un papel esencial en la lucha contra las injusticias sistémicas entre todos los grupos y para cada persona.  Formó la asociación cristiana no confesional la Hermandad del Reino en 1892. Pastores y líderes se unirán a la organización para debatir e implementar el evangelio social.
En 1897, comenzó a enseñar el Nuevo Testamento en Rochester Theological Seminary en Rochester (Nueva York), hasta 1902, donde enseñó historia de la Iglesia.
En 1907, publicó el libro El cristianismo y la crisis social (Christianity and the Social Crisis) que influiría en las acciones de varios actores del evangelio social. Afirmó categóricamente que quienes desvinculaban al cristianismo de la situación social social, no entendían a Jesucristo y que era necesario volver al propósito original del movimiento cristiano con el Reino De Dios como objetivo. Reclamaba a la iglesia por no apoyar la causa de los derechos de los trabajadores y las trabajadoras, así como el hecho de que pocos se comprometieran con el movimiento por La Paz mundial y con las denuncias del trabajo infantil, o las atrocidades, como el genocidio armenio o las cometidas en la colonia belga llamada Estado Libre del Congo.
En 1917, la publicación del libro Una teología para el evangelio social (A Theology for the Social Gospel) reunirá la causa del Evangelio social muchas iglesias protestantes  liberales. En este libro, explica que los cristianos deben ser como el Todopoderoso que se hizo hombre en Jesucristo, que estaba en pie de igualdad con todos y consideraba a las personas como un sujeto de amor y servicio. Sostiene que la iglesia debe seguir a Jesús en la misión profética, responsable por un mensaje que desafía a las instituciones que sólo atienden “las éticas codiciosas del capitalismo y del militarismo”, para luchar contra el pecado del egoísmo, que instauró la desigualdad social. El pecado es revelado en contraste con la justicia.
Para Rauschenbusch, es necesario renovar la visión del Reino de Dios, para combatir los lobbies que buscan eliminar cualquier legislación que controle la acumulación de propiedades y para combatir la guerra, cuyo interés es lucrarse con la dominación sobre los países empobrecidos; y enfrentar los intereses creados y evitar que la fuerza de las estructuras se torne opresora.
En los once años que pasó en "Hell's Kitchen", Rauschenbusch concluyó que el peor abuso del sistema capitalista fue la crisis espiritual causada por la distribución desigual de la riqueza.

## Influencia
La concepción de Evangelio social, el movimiento por los derechos civiles en Estados Unidos y Martin Luther King estuvieron profundamente influenciada por El cristianismo y la crisis social (Christianity and the Social Crisis,1907) de Walter Rauschenbusch.
El teólogo brasileño Rubem Alves seleccionó y grabó algunas oraciones de Rauschenbusch. Estas oraciones revelan que existen los pecados sociales y el pecado no es sólo un acto individual y que para que haya justicia y futuro sobre la tierra, los débiles deben ser protegidos. Se trata de oraciones por este mundo; por los niños que trabajan; por los que aman; por los trabajadores; por las madres: por los que enseñan; por los niños de la calle; por las mujeres trabajadoras; contra la guerra; contra el alcoholismo y la drogadicción; contra la adoración al dinero; por los que vendrán después de nosotros; por perdón por el mal que causamos; por nuestra ciudad; por las personas con deficiencias físicas; por los ancianos; por los moribundos y  una oración vespertina. Alves Llegó a declarar que Rauschenbusch fue un precursor de la Teología de la liberación, ya que ligaba fuertemente el Evangelio a los oprimidos, los pecadores y las víctimas de la injusticia.